# Dialekty południoworosyjskie

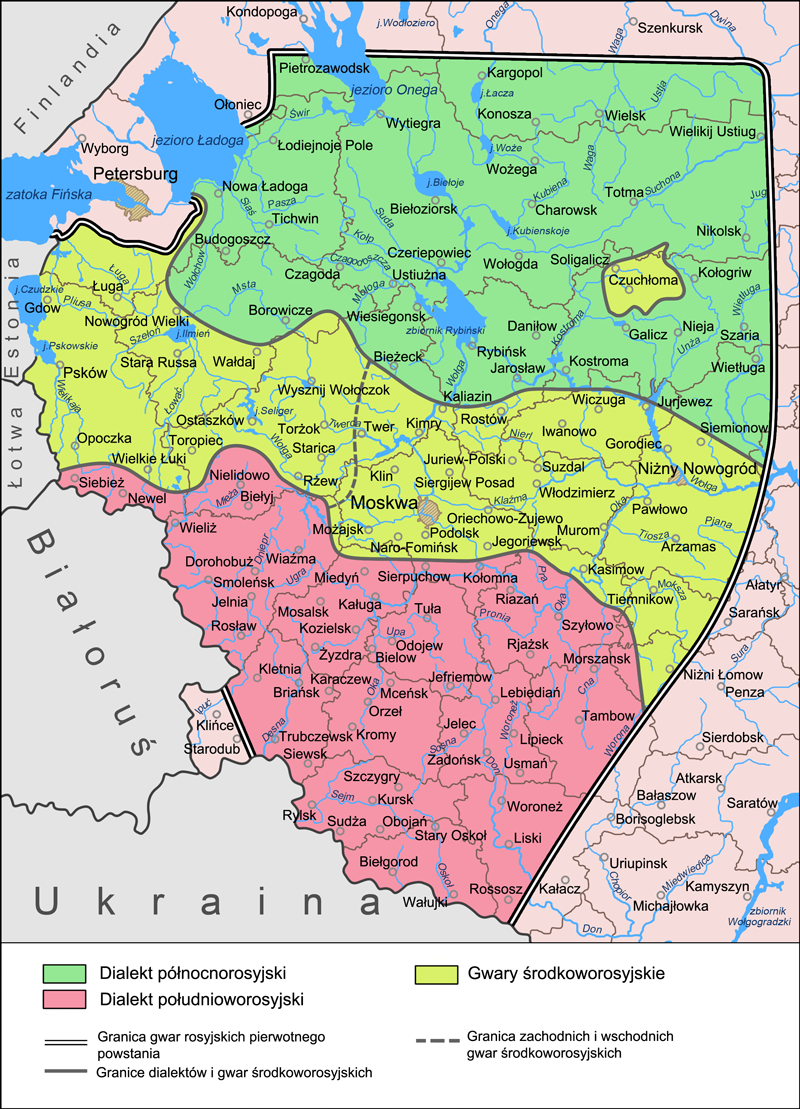
Dialekty języka rosyjskiego

Narzecze południoworosyjskie, dialekty południoworosyjskie lub gwary południoworosyjskie (ros. южнорусское наречие, южные говоры русского языка) – zespół dialektów języka rosyjskiego. Stanowią część wschodniosłowiańskiego kontinuum dialektalnego i płynnie przechodzą z jednej strony w przejściowe gwary środkoworosyjskie, a z drugiej w północno-wschodni dialekt języka białoruskiego.

## Podział dialektów południoworosyjskich
Dialekty południoworosyjskie są mniej jednolite niż północne. Wyróżnia się w ich obrębie archaiczny dialekt kursko-orłowski (zachodni), w skład którego wchodzą też gwary używane nad dolnym Donem i na północnych stokach Kaukaz (łańcuch górski); dość jednolity dialekt riazańsko-tambowski (wschodni) i tulski (północny), nawiązujący do pasa gwar środkowych i wykazujący wpływy gwary moskiewskiej.

## Cechy językowe
Do cech fonetycznych charakterystycznych narzecza południoworosyjskiego należy zaliczyć:
- Wymowa akająca, tj. wymawianie nieakcentowanego o jak a, np. vadá, pašl’i, aknó, varóna, por. lit. ros. вода́, пошли́, окно́, воро́на, związane z tym jest tzw. jakanie, czyli redukcja nieakcentowanego e do ’a, np. n’asú, v’azú, r’aká, t’aní[2], por. lit. ros. несу́, вязу́, река́, тяни́.
- Przejście samogłoski *e w ’o tylko pod akcentem (jak w języku literackim), np. av’ós, b’er’óza, tv’órdaj[2].
- Zwężona wymowa *ě (jać) przed spółgłoskami miękkimi, np. les, ale v lės’i. Spotykana jest też archaiczna wymowa dyftongiczna, np. lies, viera'[2].
- Szczelinowa wymowa ɣ zamiast literackiej i północnej zwartej wymowy g, np. ɣus’, ɣará[2], por. lit. ros. гусь, гора́ wymawiane gus’, gará.
- Asymilacja pod względem miękkości spółgłoski k poprzedzanej spółgłoskami miękkimi lub jotą, np. málin’ḱoj, bóčḱa[3].
- Archaiczna wymowa v jako dwuwargowe w lub niezgłoskotwórcze u̯ na końcu wyrazu lub przed spółgłoską, a na początku wyrazu zwykle jako u, np. ława, dop. l. mn. łau̯, dau̯nó, unúk[3].
- Końcówka 3 os. l. poj. i mn. -t’, np. stoít’, prós’at’[3] wobec -t w języku literackim i dialektach północnorosyjskich.